# Propiedades mecánicas de los materiales
Las propiedades mecánicas de los materiales incluyen el conjunto de parámetros medibles o deducibles de ensayos mecánicos sobre un material que permiten predecir el comportamiento del material estudiado en diferentes situaciones. Usualmente, un material se modeliza mediante una ecuación constitutiva específica, en la que intervienen tanto variables mecánicas medibles (tensión, deformación, velocidad de deformación, ...) como parámetros constitutivos específicos. Esos parámetros constitutivos son propios de cada material o de cada muestra de material y cualquier propiedad mecánica intrínseca de un material es una función de dichos parámetros.
Las propiedades mecánicas de los materiales se pueden agrupar por familias de modelos constitutivos:
- Propiedades elásticas, en sólidos elásticos lineales isótropos los diferentes módulos, como el módulo de elasticidad longitudinal o módulo de Young, el módulo de elasticidad transversal o módulo de cizalladura, o el coeficiente de Poisson son algunas de las principales propiedades mecánicas elásticas. En un sólido anisótropo pueden existir diferentes módulos de Young y de cizalladura para diferentes direcciones, así como diferentes coeficientes de Poisson. Igualmente los módulos de compresibilidad y los coeficientes de dilatación son propiedade elásticas.

- Propiedades viscoelásticas, para un material viscoelásico lineal, dependiendo de la ley constitutiva del material, se pueden encontrar diferentes viscosidades {\displaystyle \eta _{i}} y módulos elásticos {\displaystyle E_{i}} de tal manera que juntos definen los tiempos de relajación, así como la función de fluencia o la función de creep.

- Propiedades elastoplásticas, esencialmente los parámetros que definen la tensión y defomación del límite elástico, y los módulos de endurecimiento o alblandamiento del material.

- Propiedades viscosas, que parecen en mecánica de fluidos aunque también en viscoelasticidad, como son la viscosidad cinemática y la viscosidad dinámica.

- Propiedades de daño, asociadas a la mecánica del daño serían parámetros que especifican como se degrada un material y como algunas de magnitudes mecánicas van variando según el grado de deformación o las solicitudes mecánicas a las que fue sometido el material en el pasado.